# Atenodoro (nome)
Atenodoro  è un nome proprio di persona italiano maschile.

## Varianti
- Maschili: Atendoro[3]
- Femminili: Atenodora[3], Atendora[3]

### Varianti in altre lingue
- Basco: Atenodor[4]
- Catalano: Atenodor[4]
- Francese: Athénodore
- Greco antico: Αθηνόδωρος (Athenodoros)
- Greco moderno: Αθηνόδωρος (Athīnodōros)
- Islandese: Aþenodóros
- Latino: Athenodorus[1]
- Polacco: Atenodor
- Portoghese: Atenodoro
- Russo: Афинодор (Afinogor)
- Spagnolo: Atenodoro[4]

## Origine e diffusione
Nome di scarsa diffusione, deriva dal greco Αθηνόδωρος (Athenodoros), portato da diversi personaggi dell'antichità. Si tratta di un nome teoforico, formato dal nome della dea greca Atena e dal termine δωρον (doron, "dono"), il cui significato complessivo è "dono di Atena".
La stessa divinità è richiamata anche dai nomi Atenagora e Atenaide, mentre il secondo elemento è presente in svariati altri nomi, quali Isidoro, Eliodoro, Teodoro, Metrodoro e Pandora.

## Onomastico
L'onomastico può essere festeggiato il 7 novembre (o anche 9 febbraio, 3 luglio e 18 ottobre) in memoria di sant'Atenodoro, fratello di san Gregorio Taumaturgo e vescovo di Neocesarea, martire sotto Aureliano, oppure il 7 dicembre (o 11 novembre) in ricordo di un altro sant'Atenodoro, martire in Siria o in Mesopotamia sotto Diocleziano.

## Persone
- Atenodoro di Rodi, architetto e scultore greco antico
- Atenodoro Cananita, storico e filosofo romano